# Новопавловский сельский совет (Межевский район)
Новопавловский сельский совет (укр. Новопавлівська сільська рада) — входит в состав
Межевского района
Днепропетровской области
Украины.
Административный центр сельского совета находится в 
с. Новопавловка.

## Населённые пункты совета
- с. Новопавловка
- с. Дачное
- с. Филия
- с. Чугуево